# Félix Gandéra
Félix Gandéra, nom de scène de Félix Pensieri, connu aussi sous le nom de Jacques Vitry, est un acteur, réalisateur, scénariste, dramaturge et producteur français né le 17 février 1885 à Paris, où il est mort le 15 décembre 1957.

## Biographie
En premières noces, il épouse en 1912 la comédienne Yvonne Lifraud (1888-1916), pensionnaire de la Comédie-Française, dont il devient veuf en 1916.

## Filmographie partielle

### Comme acteur
- 1911 : Un mauvais garnement de Maurice Le Forestier
- 1911 : La Coupable
- 1911 : La Ruse de Miss Plumcake (À qui l'héritière ?) de Georges Denola
- 1911 : Les Bottes de Kouba
- 1913 : Jeanne la maudite de Georges Denola
- 1913 : La Moche de Georges Denola
- 1915 : Le Voleur : Fernand
- 1916 : Cœur de Gavroche : Cœur de Gavroche
- 1916 : La Joueuse d'orgue de Georges Denola

### Comme réalisateur
- 1933 : D'amour et d'eau fraîche
- 1934 : Le Secret d'une nuit
- 1934 : Les Suites d'un premier lit
- 1935 : Les Mystères de Paris
- 1936 : Les Grands
- 1937 : Double crime sur la ligne Maginot
- 1937 : Tamara la complaisante, coréalisé par Jean Delannoy
- 1938 : Le Paradis de Satan
- 1943 : Finance noire, sous le nom de Jacques Vitry

### Comme producteur
- 1934 : Le Secret d'une nuit
- 1937 : Les Mystères de Paris
- 1937 : Double crime sur la ligne Maginot

### Comme scénariste
- 1933 : D'amour et d'eau fraîche
- 1933 : Le Coucher de la mariée
- 1934 : Le Secret d'une nuit
- 1934 : Fasters millioner
- 1935 : Les Mystères de Paris
- 1937 : Tamara la complaisante
- 1937 : Double crime sur la ligne Maginot
- 1938 : Le Paradis de Satan
- 1943 : Arlette et l'Amour
- 1943 : Finance noire
- 1943 : L'Amour, Madame
- 1952 : Les Deux Monsieur de Madame
- 1956 : Le Chanteur de Mexico

## Théâtre

### Dramaturge
- 1913 : Les Deux risques, comédie en un acte de Félix Gandéra et Georges Laîné, théâtre Impérial
- 1917 : La Folle Nuit, 3 actes d'André Mouëzy-Éon et Félix Gandéra, théâtre Édouard VII
- 1917 : La Petite Bonne d'Abraham, conte biblique en 3 actes d'André Mouëzy-Éon et Félix Gandéra, musique Marcel Pollet, théâtre Édouard VII
- 1918 : La Dame de chambre, comédie en 3 actes de Félix Gandéra, Théâtre de l’Athénée, 8 janvier
- 1918 : Le Couché de la mariée, comédie en 3 actes de Félix Gandéra, Théâtre de l’Athénée, 28 novembre
- 1918 : Daphnis et Chloé, ou la leçon d'amour, opérette co-écrite avec André Mouëzy-Éon, Théâtre Edouard VII, 8 novembre[3]
- 1920 : Mais les hommes n’en sauront rien, comédie en 3 actes de Félix Gandéra, Théâtre des Capucines, 30 juin
- 1921 : Les Deux Monsieur de Madame, comédie en 3 actes de Félix Gandéra, Théâtre des Mathurins, 7 octobre
- 1922 : Atout... Cœur !, de Félix Gandera, Théâtre de l'Athénée
- 1925 : Le Couché de la Mariée, comédie, première représentation au Théâtre Michel
- 1929 : Nicole et sa vertu, au théâtre du Parc à Bruxelles[4].
- 1932 : Quick
- 1933 : Les Deux Monsieur de Madame
- 1946 : Le Couché de la mariée, comédie en trois actes de Félix Gandéra, Théâtre des Bouffes du Nord
- 1955 : La Folle Nuit, d'André Mouëzy-Éon et Félix Gandéra, mise en scène Alfred Pasquali, Théâtre des Célestins

### Comédien
- 1905 : Scarron de Catulle Mendès, mise en scène Jean Coquelin et Henry Hertz, musique Reynaldo Hahn, Théâtre de la Gaîté-Lyrique
- 1909 : Les Deux Visages de Fernand Nozière, Théâtre Michel
- 1912 : La Profession de Madame Warren de George Bernard Shaw, Théâtre des Arts, 1912
- 1912 : Le Détour d'Henri Bernstein, Théâtre du Gymnase
- 1913 : Les Requins de Dario Niccodemi, Théâtre du Gymnase

## Distinctions
- Chevalier de la Légion d'honneur, décret du 8 novembre 1924[5]